# Coelociontoidea
Coelociontoidea is een superfamilie van weekdieren uit de klasse van de Gastropoda (slakken).

## Taxonomie
De volgende familie is bij de superfamilie ingedeeld:
- Coelociontidae Iredaleo, 1937